# Kemah, Erzincan
Kemah là một huyện thuộc tỉnh Erzincan, Thổ Nhĩ Kỳ. Huyện có diện tích 2298 km² và dân số thời điểm năm 2007 là 6855 người, mật độ 3 người/km².